# 上海天文馆
上海天文馆 （英語：Shanghai Astronomy Museum）是一座位于上海浦东新区南汇新城镇的天文馆，距离上海地铁16号线滴水湖站大约800米，為上海科技馆分馆。

## 历史
上海天文馆于2014年1月29日由上海市发改委立项，由上海科技馆承担建设主体、中国科学院上海天文台提供技术支持、Ennead Architects負責設計，該館也是上海科技館分館。项目于2016年11月8日正式开工，建筑工程於2020年6月竣工並验收，2021年7月5日與10日兩天試營運，7月17日开馆，翌日起对外开放。建成時為全世界建筑面积最大的天文馆。上海天文馆将作为科普教育天文机构，面向市民开放。

## 建筑
天文馆总用地面积58602平方米，总建筑面积38164平方米，內有家园、宇宙、征程三大展区及中华问天、好奇星球、航向火星等特色展区，以及8K超高清球幕影院、星闻会客厅、望舒天文台、羲和太阳塔与星空探索营。
建築整体采用弧线设计，轨道几何曲线从四周螺旋上升贯穿室外景观、附属功能部分和博物馆主体建筑，最終在馆顶达到高潮。轨道环绕建筑内圆洞天窗、倒转穹顶和天象厅球体三个“天体”。
上海天文館的建築看不到直線或者直角。Ennead Architects的合伙人表示，上海天文館的基本设计理念要符合“天体物理学的基本定律”。

## 交通
- 上海轨道交通16号线滴水湖站
- 临港新片区中运量T1线和临港新片区中运量T2线环湖西三路站

## 外部連結
- 官方网站